# Nazilli
Nazilli este un oraș din Turcia.